# امارت استکفا
امارت استکفا، نوعی از حکومت در عصر خلافت اسلامی بود که بر اساس آن حاکمانی که سرزمین‌های پهناوری در اختیار داشتند و معمولاً از مرکز خلافت دور بودند، تمامی وظایف خلیفه از جمله جمع‌آوری خراج، تدبیر لشکر و … را در قلمرو خویش بر عهده می‌گرفتند و با اعلام وفاداری به خلیفه از طریق آوردن نام خلیفه در خطبه، ضرب آن بر روی سکه و ارسال خراج به مرکز خلافت، از تأیید خلیفه برخوردار می‌شدند.
امارت استکفا مختص سرداران و امرای برجسته و مخصوص بود که در امور داخلی خود استقلال تام داشتند و فقط روابطشان با خلیفه در محدودهٔ اعلام اطاعت از خلیفه و ارسال خراج به پایتخت بود. اینان در دورهٔ اموی و به خصوص عباسی دارای نقش برجسته‌ای بودند و توانستند سلسله‌هایی همچون طاهریان را در شرق پایه‌گذاری نمایند. در غالب اوقات، به خصوص در دوران ضعف خلافت، خلیفه قادر به عزل آنان نبود.
در گذر زمان قدرت این دسته از سرداران و امرا، به حدی رسید که به عنوان حاکمان سلسله‌های مختلف، بر بغداد مسلط شدند و بر قدرت خلیفه سایه افکندند و بعدها مقام خلافت را به منصبی تشریفاتی فاقد هرگونه قدرت اجرایی و فقط محدود به حوزهٔ دینی تبدیل کردند. در طی این حوادث و رویدادها، عناوینی همچون امیرالامرا و سلطان پدید آمدند.

## تعریف امارت استکفا
نوعی از حکومت که در دوران خلافت اسلامی به وجود آمد و بر اساس آن سرداران نظامی و امرای مورد اعتماد که جایگاه خاصی در نزد خلیفه داشتند و سرزمین وسیعی تحت اختیارشان بود، در ازای اعلام اطاعت و وفاداری از خلیفه با آوردن نام خلیفه در خطبه و سکه و همچنین ارسال خراج معین به پایتخت، تأیید خلیفه را بر امارتشان دریافت می‌نمودند که مشروعیت آفرین بود. این دسته از سرداران و امرا، دارای استقلال کامل در امور حکومتی خود بودند و فقط به صورت ظاهری تحت ریاست خلیفه قرار داشتند. حاکمان استکفا فقط در امور مذهبی و شرعی به خلیفه مراجعه می‌کردند و در باقی امور بر آرای خود تکیه داشتند. در طی زمان، بعضی از آنان رسماً اعلام استقلال کردند و حکومتی موروثی را در سرزمین‌های خود پدیدآوردند که به علل مختلف و در برخی موارد به تأیید خلیفه رسیدند. به عنوان مثال می‌توان به اعلام استقلال طاهر بن حسین و حکومت موروثی فرزندان و نوادگانش پس از او اشاره نمود که به دلیل ملاحظات و دوراندیشی‌هایی توسط خلیفهٔ وقت، عبدالله مأمون، تأیید شدند و به مدت پنجاه سال بر نواحی شرقی ایران، به خصوص خراسان بزرگ حکمرانی کردند.

## حوزهٔ وظایف و تفاوت‌های آن با امیران عادی[۱۱]
وظایف حاکمان استکفا عبارتند از:
- تدبیر لشکر
- نظارت بر امور قضایی
- اقامهٔ حدود
- جمع‌آوری خراج
- مهیا کردن حج و جهاد
- رعایت ملزومات شریعت

تدریجاً با پیدایش ضعف در دستگاه خلافت و کاهش قدرت خلفا، حاکمان استکفا حتی از ارسال خراج و حمایت‌های مالی نیز خودداری کردند و در سرزمین‌های خویش اعلام استقلال نمودند در حالی که خلیفه به علت ضعف فراوانی که حاصل نفوذ غلامان و افزایش فساد و هرج و مرج در دستگاه خلافت بود و به همین سبب با کاهش چشمگیری در قدرت خود مواجه گشته بود، از عزل یا تعقیب مدعیان استقلال نیز عاجز بود. بعدها در سایهٔ همین ناتوانی، حکومت‌های نیمه‌مستقل در سرزمین‌های اسلامی پدید آمدند و مدت‌ها به حکومت پرداختند.
اما در باب تفاوت‌های میان حاکمان استکفا و امیران معمولی می‌توان گفت که برعکس حاکمان استکفا که از اختیاراتی که پیشتر گفته شد برخوردار بودند و تقریباً استقلال داشتند، امیران عادی به خصوص کسانی که به مرکز خلافت نزدیک بودند، اکثراً عنوان فرماندهی لشکر را یدک می‌کشیدند و وظیفهٔ آنان تدبیر امور مردم، مملکت و دفاع از سرزمین‌های اسلامی بود. در کنار او فردی با عنوان عامل خراج حضور داشت و وظایف مخصوص به خود را دارا بود و حوزهٔ قضایی نیز دارای دستگاه و عامل مربوط به خود بود. در کنار این امرا، حاجبانی به عنوان مسئول تشریفات و کاتبانی با وظایف دیوانی حضور داشتند. همان‌طور که ذکر شد، قاضیانی برای قضاوت و خازن برای ادارهٔ اموال و عایدات حضور داشت و محتسب نیز در جهت امور مربوط به خویش در کنار حرس که وظیفهٔ نگهبانی را بر عهده داشت به انجام وظیفه می‌پرداخت. در کنار همهٔ اینان، برید نیز برای انتقال اخبار و اطلاعات، به انجام وظیفه می‌پرداخت. در دوران اقتدار دستگاه خلافت این مقامات و دستگاه‌ها با واسطه یا به‌طور مستقیم با وزیر و خلیفه در ارتباط بودند اما پس از بروز ضعف در قدرت خلافت، اینان تحت نفوذ حاکمان و امرای محلی درآمدند.

## عهد امویان
در عهد اموی، افرادی همچون حجاج بن یوسف ثقفی، خالد بن عبدالله قسری و زیاد بن ابیه به امارت استکفا دست یافتند و بر طبق آن، از جانب خود به سرزمین‌های تحت امرشان، عمالی گسیل می‌داشتند، اموال و خراج را گردآوری کرده و پس از پرداخت حقوق سپاهیان و برداشت هزینه‌های عمران سرزمین‌هایشان، باقی اموال را برای خلیفه ارسال می‌کردند.

## عهد عباسیان
در عهد عباسی، نمود حاکمان استکفا، افرادی همچون فضل و جعفر برمکی در دورهٔ هارون‌الرشید بودند که فرد نخست، ولایات شرقی و بعدی، ولایات غربی را تحت سلطهٔ خویش داشت و با وجود قدرت فراوانشان، وظیفهٔ جمع‌آوری خراج و اموال از ولایات و برای خلیفه به منظور تأمین هزینه‌های تفریحات و عیاشی‌های هارون‌الرشید را بر عهده داشتند که بعدها با بروز ضعف در دستگاه خلافت، اینگونه توجهات به خلیفه، از میان رفت. در دوره‌های بعدی نیز، حکومت‌های طاهریان و طولونیان تحت زعامت امرای استکفا پدید آمدند.

## پیامدهای امارت استکفا
همانگونه که در سطور گذشته به دفعات بیان گردید، امارت استکفا تحت زعامت، فرماندهان و سرداران بزرگ، بر قسمت اعظمی از سرزمین‌های خلافت اسلامی تسلط یافت و با اختیاراتی که بر صاحبان خود عطا می‌کرد، علاوه بر اینکه افرادی خاص را صاحب قدرت می‌نمود، اما در عین حال باری سنگین را از دوش خلیفه برمی‌داشت. میزان نفوذ و اختیارات این نوع حکومتی به اقتدار خلفا و دستگاه خلافتشان بستگی داشت چنان‌که در عهد امویان، خلفای اموی توانستند تا از وجود سردارانی همچون حجاج بن یوسف و زیاد بن ابیه بهره ببرند. اما در دورهٔ خلفای بعدی همچون مأمون، به علت کشمکش‌های درون خاندانی که در قالب جنگ امین و مأمون، بروز یافت و مشکلات پس از آن، شخصی همچون طاهر بن حسین پس از وصول به حکومت خراسان، اعلام استقلال نمود. پس از مرگ او نیز، فرزندان و نوادگانش در میان چرخه‌ای از علت و معلول‌ها، به حکومت بر خراسان و ایالات شرقی تحت تأیید خلیفه ادامه دادند که این نقطه از امارت استکفا آغازگر حکومت نیمه مستقلی همچون طاهریان و بعدها نیز طولونیان در مصر گشت.
علاوه بر نکات ذکر شده، امارت استکفا در جریان ضعف خلفای متأخر عباسی، نقشی بنیادین ایفا نمود و در قدم اول با دعوت خلیفه عباسی ناشی از درماندگی، از شخصی به نام ابن رائق و تسلط او بر امور حکومت، تحت عنوان امیرالامرا، موجب پیدایش رقیب قدرتمندی برای خلیفه گردید که بعدها انتخاب آن با فتح بغداد، به دست دیلمیان افتاد. در قدم بعدی نیز،انتقال این عنوان در میان حکومت‌ها از جمله دیلمیان و سلجوقیان موجب ضعف روزافزون خلافت گشت. پس از آن نیز با استعمال اختیارات این لقب تحت عنوان سلطان توسط افراد آل‌بویه که لقب حاکم بغداد یا شام بود و نخستین بار توسط محمود غزنوی استعمال شده بود و استمرار استفاده از آن در میان سلجوقیان، نهایتاً وجهی تشریفاتی یافت که خلیفه آن را به امرای بزرگ همراه با تشریفات و خلعت اهدا می‌کرد.